# Leptammina
Leptammina es un género de foraminífero bentónico de la familia Saccamminidae, de la superfamilia Saccamminoidea, del suborden Saccamminina y del orden Astrorhizida. Su especie tipo es Leptammina grisea. Su rango cronoestratigráfico abarca el Holoceno.

## Discusión
Clasificaciones previas hubiesen incluido Leptammina en la superfamilia Astrorhizoidea, así como en el suborden Textulariina del orden Textulariida.

## Clasificación
Leptammina incluye a las siguientes especies:
- Leptammina flavofusca
- Leptammina grisea